# Columbia (Illinois)
Columbia es una ciudad ubicada en el condado de Monroe en el estado estadounidense de Illinois. En el Censo de 2010 tenía una población de 9707 habitantes y una densidad poblacional de 357,69 personas por km².

## Geografía
Columbia se encuentra ubicada en las coordenadas 38°27′29″N 90°12′58″O / 38.45806, -90.21611. Según la Oficina del Censo de los Estados Unidos, Columbia tiene una superficie total de 27.14 km², de la cual 26.97 km² corresponden a tierra firme y (0.63%) 0.17 km² es agua.

## Demografía
Según el censo de 2010, había 9707 personas residiendo en Columbia. La densidad de población era de 357,69 hab./km². De los 9707 habitantes, Columbia estaba compuesto por el 97.39% blancos, el 0.37% eran afroamericanos, el 0.12% eran amerindios, el 0.67% eran asiáticos, el 0% eran isleños del Pacífico, el 0.56% eran de otras razas y el 0.89% pertenecían a dos o más razas. Del total de la población el 1.96% eran hispanos o latinos de cualquier raza.